# Coleophora gryphipennella
Coléophore du rosier, Porte-case du rosier
Espèce
Coleophora gryphipennella, le Coléophore du rosier ou Porte-case du rosier, est une espèce de lépidoptères (papillons) de la famille des Coleophoridae, originaire d'Europe. Les chenilles de cette espèce se nourrissent principalement sur des espèces du genre Rosa (rosiers).

## Morphologie
Le papillon adulte a une envergure de 11 à 13 mm et une longueur de 6 mm,. La tête est ocre blanchâtre ou grisâtre, les antennes sont  blanches, cerclées d'anneaux sombres, avec une articulation basale ocre-blanchâtre. Les ailes antérieures sont ocre grisâtre, et davantage ocre chez la femelle. Les ailes postérieures sont plutôt gris foncé.
Au stade adulte, Coleophora gryphipennella peut être confondu avec plusieurs autres espèces de Coleophoridae de couleur brun grisâtre. Elle se distingue de l'espèce la plus commune[Où ?], Coleophora serratella, par ses anneaux clairement définis à l'apex de l'antenne, alors qu'ils sont indistincts chez Coleophora serratella.
Les chenilles ont une capsule céphalique et des pièces buccales masticatoires avec des mandibules opposables, six pattes thoraciques et des pattes abdominales.

## Biologie
Les chenilles se nourrissent de feuilles de rosiers, construisant successivement au cours de leur cycle de développement trois fourreaux, sortes d'habitacles protecteurs, de plus en plus grands, à partir de fragments de feuilles découpées. Ces fourreaux font 3 mm en septembre, 6 mm d'octobre à avril. À la mi-avril se forme le troisième et dernier fourreau de 6 ou 7 mm de long. Au début, il est spatulé avec une ouverture anale bivalve et une carène dorsale dentée, vestige du bord de la feuille dans laquelle le fourreau a été excisé. En mai, le fourreau est élargi dorsalement, devenant cylindrique avec une ouverture anale trivalve.

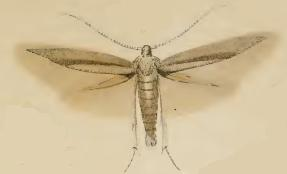
Adulte (vue dorsale).
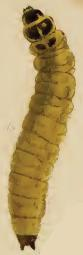
Larve.
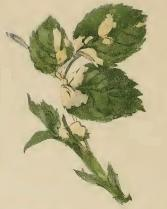
Dégâts sur feuille de rosier.
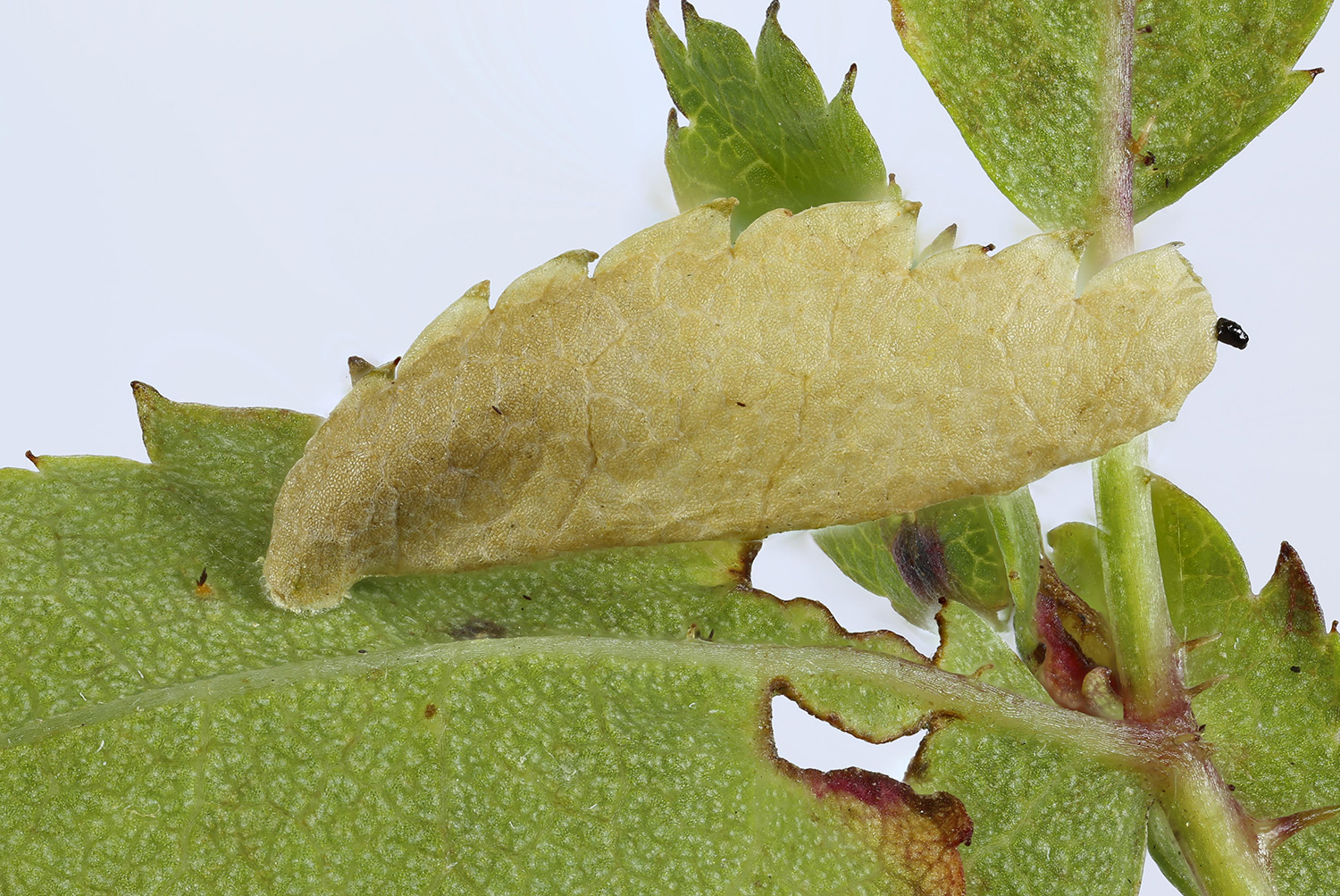
Fourreau découpé dans une feuille.

## Synonymes
Selon GBIF (22 février 2020) et FUNET Tree of Life (12 mars 2020) :
- Tinea gryphipennella Hübner, [1796] — protonyme
- Eupista gryphipennella (Hübner, [1796])
- Porrectaria obscurea Haworth, 1828
- Coleophora mariniella Hodgkinson, 1881
- Coleophora scolopiphora Hering, 1926
- Multicoloria guttella Reznik, 1979

## Distribution
L'aire de répartition comprend les îles Britanniques et l'Europe continentale. Elle est répandue notamment en Albanie, Allemagne, Autriche, Belgique, Bulgarie, Croatie, République tchèque, Danemark, Estonie, Finlande, France (continentale), Hongrie, Italie (continentale), Lettonie, Lituanie, Luxembourg, Norvège, Pays-Bas, Pologne, Portugal (continental), Roumanie, Slovaquie, Slovénie, Suède, et Suisse,.

## Plantes-hôtes
Les plantes hôtes sur lesquelles les chenilles se nourrissent et se développent sont diverses espèces de rosiers, notamment Rosa acicularis, Rosa arkansana, Rosa canina, Rosa glauca, Rosa pendulina, Rosa pimpinellifolia, Rosa rubiginosa, Rosa seraphini, Rosa soulieana et Rosa tomentosa. L'espèce a également signalée aux Pays-Bas sur le fraisier des bois (Fragaria vesca).